# Gosoku Ryū
Il Gosoku Ryū ( 剛速流?) è uno stile Karate fondato dal Gran Maestro Soke Kubota Takayuki, 10 Dan, fondatore e presidente della International Karate Association, Inc. In giapponese, la parola, "Gosoku" esprime il concetto di "duro e veloce", il che suggerisce una combinazione tra tecniche dello stile Shotokan, veloce e dinamico, con le tecniche dello stile, Goju Ryū, duro e concreto.

## Soke Kubota Takayuki
Il maestro Soke Kubota Takayuki |宗家洼田孝行| nasce il 20 settembre 1934, nella prefettura di Kumamoto, Giappone, luogo in cui visse, per gli ultimi sei anni della sua vita, anche il famoso e leggendario schermidore Miyamoto Musashi. Detiene il titolo di Sōke, grazie al suo contributo dato allo sviluppo dello stile karate Gosoku Ryū. Nel 1950 fu istruttore di auto-difesa per il dipartimento di polizia di Tokyo, dove venne notato per la sua competenza nel praticare uno stile di karate pratico ed efficiente. Ha dedicato la sua vita per l'apprendimento, la creazione, l'insegnamento e l'applicazione di tecniche di autodifesa per militari, polizia e personale civile. Si è guadagnato i gradi cintura di nera di karate, Judo, aikidō e kendō . Fu anche l'inventore della Kubotan, un portachiavi di autodifesa che porta il suo nome. È inoltre fondatore e presidente della International Karate Association, Inc.

## Sistema dei gradi
L'avanzamento nei gradi, come indicato dal colore della cintura, è un processo che valuta nel tempo il miglioramento nel controllo e nella coordinazione di corpo e mente durante la pratica di un'arte marziale. La durata del tempo necessario per raggiungere un determinato livello, dipende in gran parte dalla dedizione e dell'impegno del singolo studente. Ogni persona, indipendentemente dall'età, genere, o talento innato, può diventare abile, solo se applica diligentemente le tecniche insegnate.
La progressione dei gradi del karate si riflette nella differenziazione dei colori delle cinture. Vi sono due grandi classificazioni: i gradi delle cinture nere sono chiamati dan, mentre tutti quelli al di sotto della cintura nera sono definiti kyū.
Nel Gosoku-ryū, vi sono nove gradi di kyu :
|         | Bassissima |  |  |  |  |  |  |  |  |  |  |  |  |  |  |  |  |  |  |  |  |                   |
| 10° Kyu |            |  |  |  |  |  |  |  |  |  |  |  |  |  |  |  |  |  |  |  |  | Cintura bianca    |
|         |            |  |  |  |  |  |  |  |  |  |  |  |  |  |  |  |  |  |  |  |  |                   |
| 9° Kyu  |            |  |  |  |  |  |  |  |  |  |  |  |  |  |  |  |  |  |  |  |  | cintura gialla    |
|         |            |  |  |  |  |  |  |  |  |  |  |  |  |  |  |  |  |  |  |  |  |                   |
| 8° Kyu  |            |  |  |  |  |  |  |  |  |  |  |  |  |  |  |  |  |  |  |  |  | Cintura arancione |
|         |            |  |  |  |  |  |  |  |  |  |  |  |  |  |  |  |  |  |  |  |  |                   |
| 7° Kyu  |            |  |  |  |  |  |  |  |  |  |  |  |  |  |  |  |  |  |  |  |  | Cintura blu       |
|         |            |  |  |  |  |  |  |  |  |  |  |  |  |  |  |  |  |  |  |  |  |                   |
| 6° Kyu  |            |  |  |  |  |  |  |  |  |  |  |  |  |  |  |  |  |  |  |  |  | Cintura porpora   |
|         |            |  |  |  |  |  |  |  |  |  |  |  |  |  |  |  |  |  |  |  |  |                   |
| 5° Kyu  |            |  |  |  |  |  |  |  |  |  |  |  |  |  |  |  |  |  |  |  |  | Cintura verde     |
|         |            |  |  |  |  |  |  |  |  |  |  |  |  |  |  |  |  |  |  |  |  |                   |
| 4° Kyu  |            |  |  |  |  |  |  |  |  |  |  |  |  |  |  |  |  |  |  |  |  | Cintura verde     |
|         |            |  |  |  |  |  |  |  |  |  |  |  |  |  |  |  |  |  |  |  |  |                   |
| 3° Kyu  |            |  |  |  |  |  |  |  |  |  |  |  |  |  |  |  |  |  |  |  |  | Cintura marrone   |
|         |            |  |  |  |  |  |  |  |  |  |  |  |  |  |  |  |  |  |  |  |  |                   |
| 2° Kyu  |            |  |  |  |  |  |  |  |  |  |  |  |  |  |  |  |  |  |  |  |  | Cintura marrone   |
|         |            |  |  |  |  |  |  |  |  |  |  |  |  |  |  |  |  |  |  |  |  |                   |
| 1° Kyu  |            |  |  |  |  |  |  |  |  |  |  |  |  |  |  |  |  |  |  |  |  | Cintura marrone   |
|         | Highest    |  |  |  |  |  |  |  |  |  |  |  |  |  |  |  |  |  |  |  |  |                   |

## Origini
L'International Karate Association venne fondata nel 1953 a Tokyo, in Giappone, allo scopo di promuovere l'insegnamento e lo stile Gosoku Ryū del karate. Gosoku Ryū, "lo stile di forza e rapidità," incorpora i metodi di Goju Ryū e Shotokan karate con jujitsu aikidō, e judo. Viene applicato in modo da difendersi da qualsiasi attaccante proveniente da tutti i lati. L'International Karate Association crebbe rapidamente, fino alla sua attuale quota di 100.000 aderenti, distribuiti in 45 paesi diversi. Nel 1964, il maestro Kubota Takayuki si è recato negli Stati Uniti. Fu in grado di interessare al suo stile di arte marziale molti giovani di talento allo scopo di creare il primo nucleo della succursale statunitense. Sotto la tutela Kubota, l'International Karate Association ha ottenuto ampio riconoscimento nel mondo delle arti marziali. I membri dell'organizzazione hanno vinto diversi titoli, tra cui quelli statali vinti nello Stato della California, nazionali vinti negli Stati Uniti e i Campionati del Mondo. L'International Karate Association ha la sua sede centrale a Glendale (California).

## Maggiori differenze con gli altri stili
Lo stile Gosoku Ryū è simile allo stile del karate Shotokan. Si differenzia da quest'ultimo in quanto al suo interno sono presenti sia i movimenti potenti e lineari dello Shotokan sia movimenti veloci, circolari e morbidi del Goju Ryū. Viene data molta enfasi sull'applicazione pratica e sullo sparring. Le posizioni sono generalmente più corte quando si mettono in atto posizioni difensive o di transizione e posizioni più lunghe, nei movimenti potenti. Durante i calci e nel kihon, l'insieme delle tecniche fondamentali, le mani sono tenute in guardia. Il Gosoku Ryū insegna l'uso delle spazzate veloci. Nel kumite go allenamenti, gli attacchi finiscono sempre sul pavimento. Il gioco di gambe, la velocità e la potenza usata dalla rotazione delle gambe costituiscono la particolarità del Gosoku Ryū rispetto agli altri stili. GoIl soku Ryū presenta al suo interno tecniche di Aikidō, Judo, e Jujitsu utilizzate nel combattimento.

## Armi del Kobudo
Sul dojo vengono utilizzate molte armi: il Kubotan, il Tonfa, il Kama, il Jō, il Bokken, il Bokuto, lo Shinai, il Tsue (walking cane), e la Katana, o spada giapponese. Il maestro, Soke Kubota Takayuki addestrò i suoi allievi con Taira Shinken imparando gli antichi kata del Kobudo, mentre sviluppava i suoi per la sua scuola. I kata del Kobudo da lui creati da lui :
- Tonfa - Washi no kata, Juji no uke.
- Jō - Keibo jitsu, Ken shin ryū.
- Tsue - (walking cane) Tsue ichi no kata, ni no kata, san no kata, yon no kata, go no kata, roku no kata, Mawashi no kata.
- Katana - creati dal maestro Kubota: Sankaku giri, Atemi no kata, Kubo giri, Gyaku giri, Iaido ichi no kata, ni no kata, san no kata, Toshin.
- Bokken - Ken no Michi, Ken no Mai